# IC 230
IC 230 ist eine linsenförmige Galaxie vom Hubble-Typ SB0-a im Sternbild Walfisch südlich der Ekliptik. Sie ist schätzungsweise 221 Millionen Lichtjahre von der Milchstraße entfernt und hat einen Durchmesser von etwa 25.000 Lichtjahren. 

Im selben Himmelsareal befinden sich u. a. die Galaxien NGC 942, NGC 943, NGC 945, NGC 950.
Das Objekt am 8. Oktober 1891 vom US-amerikanischen Astronomen Sherburne Wesley Burnham entdeckt.